# Knud Herbert Prytz Sørensen
|  | Der er to Vejle-fodboldspillere ved navn Knud Herbert Sørensen - den anden er Knud Herbert Sørensen (født 1934) |
Knud Herbert Prytz Sørensen (født d. 12 december 1952) er en tidligere dansk professionel fodboldspiller. Han opnåede tre kampe på Danmarks fodboldlandshold.

## På banen
Knud Herbert Sørensen spillede hele sin seniorkarriere i Vejle Boldklub. Hans far, Finn Sørensen, døbte sønnen Knud Herbert, fordi han var stor fan af sin jævnaldrende holdkammerat, Knud Herbert Sørensen (I). Det magede sig senere sådan, at Finns søn ligeledes blev både 1. holdsspiller i Vejle Boldklub og landsholdsspiller. Med sine 476 optrædener for VB er Knud Herbert Sørensen (II) nummer to på klubbens alltime kamprekordliste. Nummer et er Gert Eg med 509 kampe.
Knud Herbert Sørensen var kendt som en solid midtbanespiller med et godt overblik og fine pasningsevner. Men han kunne også gå til stålet – så meget at en af hans tacklinger er blevet en klassiker på Vejle Stadion. Knud Herbert kom så hårdt ind i den legendariske tackling, at modspilleren fløj gennem luften, mens bolden fortsatte ud af stadion og langt ind i Nørreskoven.
I tiden som VB'er var Knud Herbert Sørensen med til at vinde  Danmarksmesterskabet i 1977 og 1984 samt  DBU's landspokalturnering i 1977 og 1981.
Knud Herbert Sørensen debuterede på  Danmarks A-landshold i 1976 i en kamp mod Israel, der blev vundet 1-0. I perioden fra 1976-1977 fik han i alt tre landskampe for Danmark.
Den 17. november 1985 spillede Knud Herbert Sørensen sin afskedkamp for Vejle Boldklub. Den blev vundet 3-0 over B93.

## Udenfor banen
Efter fodboldkarieren fortsatte Knud Herbert Sørensen sit virke i Vejle Boldklub. I en periode var han træner for klubbens bedste yndlingespillere, og i 2003 blev han som 50-årig udpeget som ny formand for Vejle Boldklubs professionelle afdeling efter en karriere som bankdirektør i Middelfart Sparekasse. 
Knud Herbert Sørensens formandskab foregik i en periode, hvor Vejle Boldklub var i såvel sportslig som økonomisk krise. På den baggrund blev der arbejdet på et fusionsprojekt med FC Fredericia og Kolding IF. Projektet høstede ikke mange roser blandt klubbens fans og blev aldrig gennemført. Knud Herbert var således ikke videre populær i sin formandsperiode. Ikke desto mindre vil Knud Herbert Sørensen altid stå opført som en klublegende i Vejle Boldklubs annaler.